# شمس بيضاء باردة
شمس بيضاء باردة رواية للكاتبة الأردنية كفى الزعبي. صدرت الرواية لأوّل مرة في العام 2018 عن دار الآداب للنشر والتوزيع في بيروت. ودخلت في القائمة النهائية «القصيرة» للجائزة العالمية للرواية العربية لعام 2019، المعروفة باسم «جائزة بوكر العربية».

## حول الرواية
تروي الكاتبة الأردنية «كفى الزعبي» في هذه الرواية حكاية شاب أردني فقير، مثقف، يشعر بالغربة عن بيئته الاجتماعية المحافظة. يعمل مدرسًا في العاصمة عمان، يضطر لاستئجار غرفة بائسة بلا نافذة في إحدى أحياء عمان الفقيرة. تبدو هذه الغرفة للبطل مثل حياته؛ بلا نافذة، وتتفاقم فيها مشاكله، صراعاته وأسئلته الوجودية.